# Барнум Браун
Ба́рнум Бра́ун (англ. Barnum Brown; 12 січня 1873, Карбондейл, Канзас — 5 січня 1963, Нью-Йорк) — американський палеонтолог. Його вважають одним з найвідоміших «мисливців за динозаврами» XX століття.
Найзначиміші відкриття Барнума Брауна пов'язані з Американським музеєм природознавства, де у відділі палеонтології хребетних він працював впродовж понад 45 років. З 1897 по 1910 рік Браун обіймав посаду асистента куратора (англ. Assistant Curator), з 1910 по 1926 рік — посаду молодшого куратора (англ. Associate Curator) і з 1926 по 1942 рік — посаду куратора (англ. Curator) відділу. Він був змушений полишити роботу і ще протягом 20 років підтримував тісний зв'язок з музеєм, зберігаючи почесне звання куратора у відставці (англ. Curator Emeritus).
Основні області розкопок Брауна розташовувалися в малонаселених штатах Дикого Заходу: Вайомінгу, Монтані, Колорадо, Південній Дакоті, Аризоні і Техасі, а також в канадській провінції Альберта. Він також зробив палеонтологічні експедиції на Кубу, в Патагонію, Абісинію, Південну Азію, на середземноморський острів Самос і в Гватемалу.
Найвідоміші знахідки Брауна — останки трьох неповних скелетів до того часу невідомого тиранозавра, виявлені ним у 1900, 1902 і в 1908 роках у Вайомінгу і Монтані (формація Гелл-Крік, пізня крейда). Екземпляр 1902 року, знайдений в пустельній місцевості в Монтані, через три роки був використаний при науковому описі виду. Величезне значення для науки мало дослідження багатого у палеонтологічному відношенні району в долині річки Ред-Дір в Альберті, де була видобута велика кількість скам'янілих останків, в тому числі нових видів. Розкопки на півночі Вайомінгу в 1932 році в кар'єрі, відомому як Howe Quarry, призвели до відкриття великого кладовища динозаврів юрського періоду, загиблих одномоментно або за дуже короткий проміжок часу.
Палеонтологічні дослідження Брауна не обмежувалися лише динозаврами. Він також займався пошуками останків вимерлих ссавців, у тому числі предків людини. У горах Шивалік на півночі Індії та Пакистану йому вдалося знайти три фрагменти щелепи викопного примату, відомого як сивапітек. У США Брауну першому з сучасних учених вдалося виявити сліди археологічної культури Фолсом, що довела присутність сучасної людини на американському континенті понад 11 тис. років тому.
На відміну від багатьох своїх сучасників, Браун віддавав перевагу роботі «в полі» і часто приділяв мало уваги публікації своїх відкриттів, надаючи це право своїм колегам. Однак, за роки активних пошуків світ побачило близько сотні робіт, частина з яких була присвячена опису нових видів. На сьогодні, Брауну належить авторство як мінімум восьми динозаврів — анкілозавра, критозавра, зауролофа, гіпакрозавра, анхіцератопса, корітозавра, лептоцератопса і прозауролофа. Він також є автором опису мезозойської крокодилоподібної рептилії протозухії.

## Біографія

### Дитинство і юність
Барнум Браун народився у 1873 році на околиці новоутвореного містечка Карбондейл у штаті Канзас. За кілька років до народження хлопчика його батьки — Вільям Браун (William Brown, 1833—1907) і Клара Сілвер (Clara Silver, 1840—1902) — застовпили на незаселеній території ділянку землі, побудували на ній хатину і заснували ферму. Барнум був четвертою і наймолодшою дитиною у родині. Для того, щоб при поширеному прізвищі його ім'я все ж виділялося, хлопчика назвали на честь знаменитого в той час шоумена і антрепренера Фінеаса Барнума. Схильність до майбутньої професії проявилася у Брауна ще в дитинстві: він збирав і колекціонував мушлі молюсків та інші незвичайні предмети, що опинилися на поверхні землі після орання.
У 1893 році Барнум вступає до Канзаського університету, де знайомиться з викладачем професором геології Семюелем Віллістоном, відомим за пошуками динозаврів на користь Отниїла Марша. Під керівництвом професора Барнум бере участь у двох палеонтологічних експедиціях у Південній Дакоті і Вайомінгу; при цьому в другій з них студентам, які супроводжують Віллістона, вдається розшукати череп трицератопса — поширеного травоїдного динозавра кінця крейдяного періоду.

### Влаштування на роботу
Навчання Брауна припало на період так званої «динозаврової золотої лихоманки» (англ. Dinosaur gold rush), каталізатором якої стало скандальне суперництво Отниїла Марша і Едварда Копа. Взаємні звинувачення двох іменитих і ексцентричних палеонтологів у пресі призвели до сплеску інтересу широкої публіки до майже незнайомих до цього динозаврів; бажаючи залучити відвідувачів, численні музеї узялися здобувати вже зібрані колекції вимерлих рептилій.
Серед інститутів не став винятком Американський музей природознавства, його президент Морріс Джесуп бачив свою діяльність у поєднанні передових наукових досягнень і комерційного зиску. У пошуках амбіційної людини, яка погодилася б зайнятися пошуками скам'янілостей, музей звернувся за допомогою до Віллістона. Професор без вагань запропонував розглянути кандидатуру Брауна, якого вважав своїм найкращим учнем. У рекомендаційному листі, який Віллістон адресував співробітнику музею Джекобу Вортману (Jacob Wortman), він дав Брауну таку характеристику:

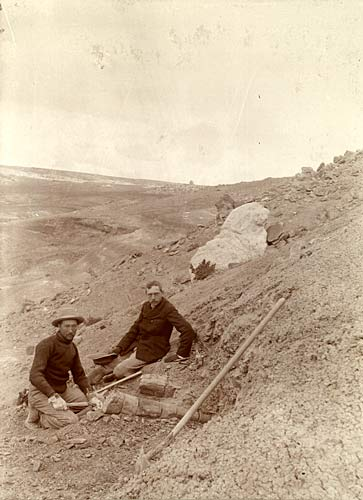
Барнум Браун (ліворуч) і Генрі Осборн (праворуч) біля останків диплодока в районі хребта Комо-Блафф

| Браун супроводжував мене в двох експедиціях, і я вважаю його найкращим з польових дослідників у цій галузі, яких я коли-небудь зустрічав. Він енергійний, витривалий, без втоми проходить пішки 30 миль на день. Він дуже скрупульозний у всіх своїх звичках, дуже чесний і сумлінний. Він був одним із моїх найкращих студентів з предметів анатомія, геологія і палеонтологія, і практично звільнив мене від усіх турбот у моїй останній експедиції. Оригінальний текст (англ.) Brown has been with me on two expeditions, and is the best man in the field that I ever had. He is very energetic, has great powers of endurance, walking thirty miles a day without fatigue, is very methodical in all his habits, and thoroughly honest. He has good ability as a student also and has been a student with me in anatomy, geology and paleontology. He practically relieved me of all care in my last expedition. |

Співпраця Брауна з Американським музеєм природознавства не тільки зіграла величезну роль у його особистій долі, але й зробила організацію однією з передових у галузі палеонтології. Якщо в 1897 році, коли після отримання Брауном ступеня магістра, його прийняли на позицію асистента куратора відділу палеонтології хребетних, музей не мав жодного відповідного експоната, то на момент смерті ученого в 1963 році він володів найбільш представницькою колекцією викопних ящерів у світі.

### Комо-Блафф, 1897
У перший рік роботи Брауна відправляють в експедицію до Вайомінгу у район хребта Комо-Блафф (англ. Como Bluff), де він повинен оглянути старий кар'єр Отниїла Марша з відкладеннями верхньої юри (формація Моррісона). Перша спроба виявилася невдалою: зробивши розкопки, шукач прийшов до висновку, що попередні власники кар'єра ґрунтовно його почистили. У другій половині літнього сезону до Брауна приєднується куратор відділу Генрі Осборн, що приїхав з інспекцією. Залишивши розробку кар'єру, вони разом оглядають околиці і натрапляють на кістки, що стирчать із землі. Знайдені частини скелета диплодока стали першими останками динозаврів, представленими в експозиції музею. Незабаром до Брауна і Осборна приєднується група палеонтологів, присланих до них на підмогу: Джекоб Вортман, Альберт Томсон (Albert Thomson), Волтер Грейнджер (Walter W. Granger) і Вільям Метью (William Matthew). Слідом за ще одним скелетом, цього разу бронтозавра, експедиторам вдається виявити великий пагорб, всипаний останками динозаврів. Як зізнався Дуглас Престон (Douglas Preston) в присвяченій музею книзі «Dinosaurs in the Attic», кісток в окрузі було більше, ніж каменів, що їх оточували.
Відкритий кар'єр отримав назву Bone Cabin Quarry на честь хатини місцевого пастуха, повністю побудованої з кісток. З 1898 по 1901 рік, вже без участі Брауна, в ньому було видобуто понад 65 тонн скам'янілостей, в тому числі скелети камптозавра, камаразавра, стегозавра та дріозавра.

### Патагонія, 1898—1900
Наступною значущою експедицією Брауна стає поїздка в 1898—1900 роках в південну Патагонію, організована професором Принстонського університету William Scott. Метою експедиції став пошук ранньої еволюції ссавців, гіпотезу про зародження яких в країнах Південної Америки висунув аргентинський натураліст Флорентіно Амегіно. Експедицію очолив досвідчений палеонтолог Джон Хетчер, який починав свою кар'єру з пошуку динозаврів на користь Отниела Марша. Учасники експедиції висадилися на узбережжі в місті Пунта-Аренас на півдні Чилі і потім бездоріжжям у візку на конях досягли озера Пуейредон в Андах, де роком раніше Хетчер відкрив відкладення раннього міоцену (формація Санта-Крус). Результат поїздки виявився більш ніж скромним, проте вже на зворотному шляху в районі приморського міста Пуерто-Санта-Крус Брауну вдається виявити череп, щелепу і хребець викопного дельфіна Argyrocetus. Шукач приймає рішення затриматися в Патагонії, щоб продовжити пошуки організмів, в той час як інші учасники експедиції повертаються у Нью-Йорк.
З квітня 1899 по лютий 1900 року Браун наодинці проводить пошуки на узбережжі аргентинської провінції Санта-Крус. Він оглядає пересохлі русла річок, берегові скелі і ділянки моря, що оголюються під час відпливу. Наприклад, на мілководді під час відпливу був знайдений і витягнутий на берег череп астрапотерія — дуже рідкісного великого ссавця, порівнянного за розмірами з сучасним бегемотом. Результатом поїздки стали 4,5 тони відправленого в музей палеонтологічного матеріалу, який складався, головним чином, з останків міоценових ссавців: неповнозубих, літоптернів і нотоунгулятів.
| Фороракоси                                 | Psilopterus australis     | Ящеротазові динозаври                    | AMNH 9157 |
| Гліптодонти                                | Propalaehoplophorus minor | Ссавці та вимерлі родинні форми «Воллес» | AMNH 9197 |
| Megatheriidae (Неповнозубі)                | Hapalops ruetimeyeri      | Ссавці та вимерлі родинні форми «Воллес» | AMNH 9250 |
| Діадіафорус (Південноамериканське копитне) | Diadiaphorus majusculus   | Високорозвинені ссавці «Мільштейн»       | AMNH 9291 |
| Тоатерій (Південноамериканське копитне)    | Thoatherium minisculum    | Високорозвинені ссавці «Мільштейн»       | AMNH 9167 |
| Несодон (Південноамериканське копитн)      | Nesodon imbricatus        | Високорозвинені ссавці «Мільштейн»       | AMNH 9234 |

### Вайомінг, Аризона, Колорадо, 1900—1901
Великі знахідки у відкладеннях формації Моррісон дозволили Американському музею природознавства до початку XX століття створити пристойну колекцію динозаврів, що жили за доби юри. З іншого боку, фауна наступного за ним крейдяного періоду була представлена досить слабко, попри численні відкриття в цій області. Одним з найбажаніших експонатів, за яким одночасно полювали одразу декілька інститутів, були останки трицератопса — рогатого травоїдного динозавра (серед крупних бізнесменів, які прагнули його придбати, виділялися Ендрю Карнегі і засновник Філдовського музею природознавства Маршалл Філд. Ідучи по стопах Джона Хетчера, який відкрив цього ящера в 1888 році, Браун вирушає на північ Великих Рівнин в округ Вестон (Вайомінг) неподалік від кордону з Південною Дакотою, де займається пошуками у відкладеннях формації Ланц.
Основна мета експедиції — виявлення черепа трицератопса в задовільному стані — не була досягнута, проте Браун попутно знаходить майже повний скелет качкодзьобого динозавра Claosaurus. Крім того, в ході цієї поїздки Браун вперше виявляє фрагменти скелета тиранозавра, які помилково приймає за невідомого науці предка цератозавра. Безпосередній начальник Брауна Генрі Осборн, вивчивши відправлений у музей матеріал, описує новий вид і присвоює йому назву Dynamosaurus imperiosus. Через кілька років він же при порівнянні з пізнішою знахідкою (але раннім описом) тиранозавра залишає йому оригінальну назву Tyrannosaurus rex.
У 1901 році Осборн приймає рішення відкласти пошуки трицератопса і відправляє Брауна спочатку в палеоботанічну експедицію в долину річки Літл-Колорадо (Аризона) з тріасовими відкладеннями, організовану Смітсонівським інститутом, а потім у штат Колорадо з міоценовою формацією в околицях міста Стерлінг. У першому випадку Браун добуває частковий скелет крокодилоподібного фітозавра з роду Belodon, у другому — виявляє череп і частину скелета предка сучасного коня протогіппуса, а також фрагменти скелетів викопної антилопи Ramoceros, стародавнього верблюда, гризуна і ореодонта.

### Монтана, 1902, 1904—1908

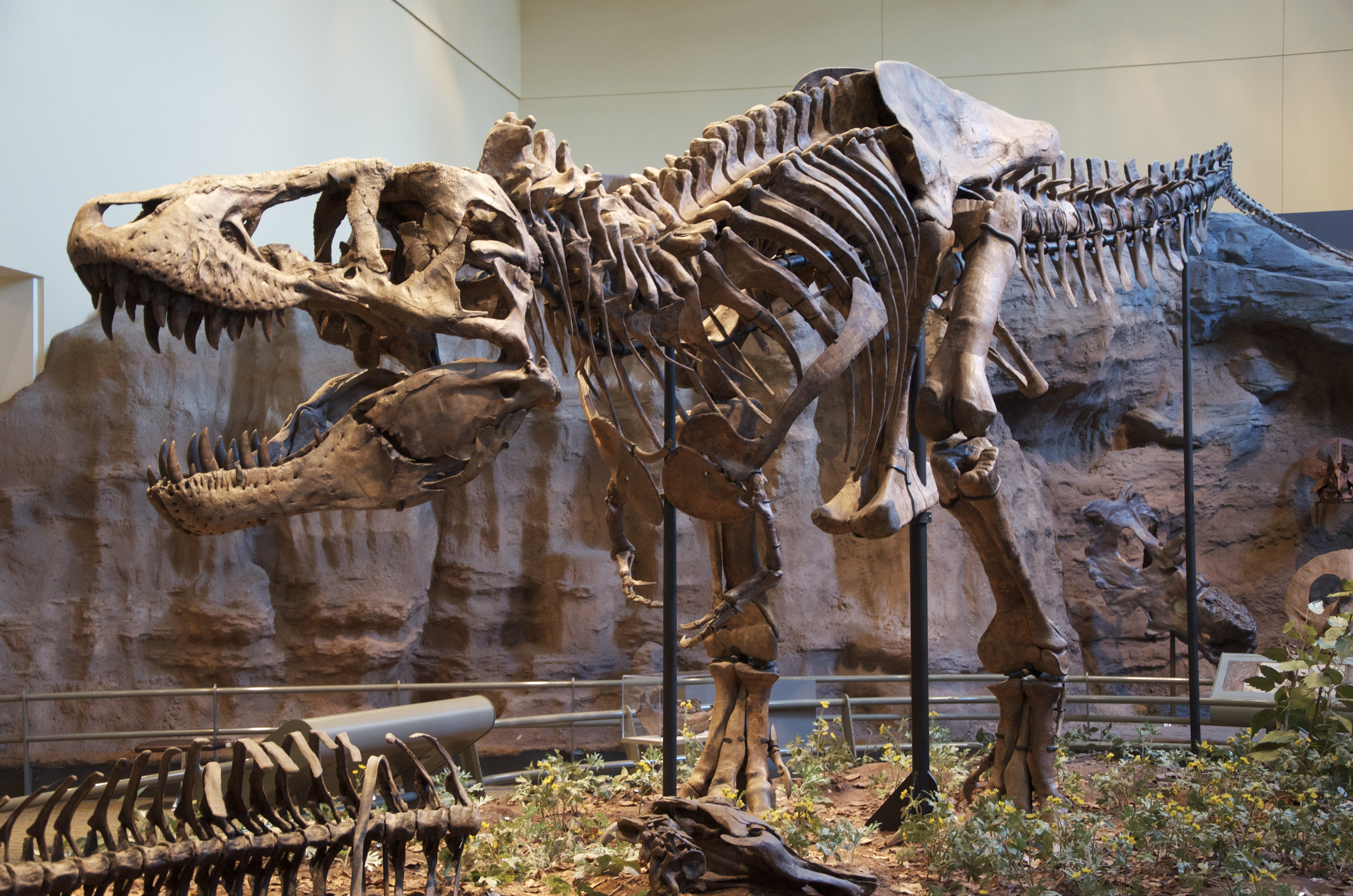
Реконструйований типовий екземпляр тиранозавра, знайдений Барнумом Брауном у 1902—1905 роках

Влітку 1902 року Браун разом з помічником Річардом Луллом (Richard Swann Lull) вирушає в безлюдну місцевість між населеними пунктами Майлс-Сіті і Джордан в Монтані. Розташований тут багатий палеонтологічним матеріалом і на той час майже недосліджений комплекс, що отримав назву формації Гелл-Крік, став відомий завдяки американському натуралісту Вільяму Хорнадею. Відомий американський зоолог, який серед іншого заснував Зоопарк Бронкса, вивчав тут поведінку чорнохвостого оленя і випадково натрапив на останки трицератопса, пошуками яких займався музей. Хоча на перевірку якість виявленого ним скелета виявилася поганою, Браун зумів не тільки відшукати ще один екземпляр у задовільномішу стані, але також оголосити про набагато більш інтригуючу знахідку. У своєму листі до Осборна він описує відкриття нового виду наступним чином:
| Кар'єр № 1 містить стегнову, лобкову, плечову кістки, три хребці і дві невизначені кістки великого м'ясоїдного динозавра, не описаного Маршем … Я не бачив нічого подібного, що відноситься до крейдяного періоду. Кістки занурені в тверду, як кремінь, коагуляцію з блакитного пісковика й для екстракції вимагають багатьох зусиль. Оригінальний текст (англ.) Quarry No. 1 contains the femur, pubes, humerus, three vertebrae and two undetermined bones of a large Carnivorous Dinosaur not described by Marsh…. I have never seen anything like it from the Cretaceous. These bones are imbedded in flint-like sandstone concretions and require a great deal of labor to extract. |

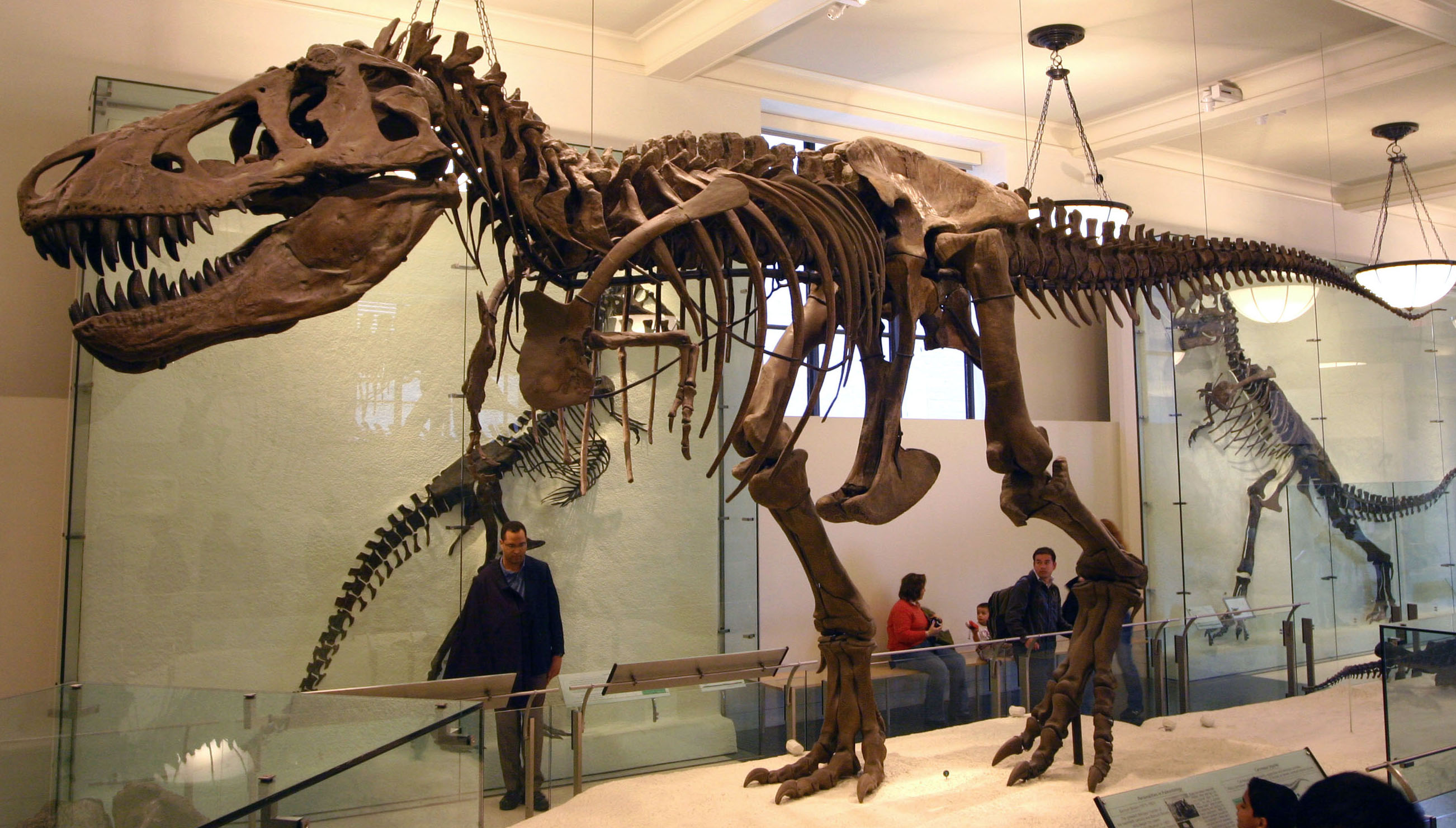
Скелет тиранозавра, знайдений Барнумом Брауном у 1908 році

У 1905 році в офіційному бюлетені музею виходить стаття Генрі Осборна «Tyrannosaurus and other Cretaceous carnivorous dinosaurs», в якій автор на основі знахідки описує вид невідомого раніше хижого динозавра і дає йому назву Tyrannosaurus rex — «король ящерів». У цій публікації Осборн вказує на Брауна, як на першовідкривача тварини, однак при цьому його ім'я не згадується в числі авторів роботи. Влітку того ж року Браун продовжує шукати відсутні частини скелета. Піднявши на поверхню велику кількість твердого ґрунту, він витягує ще деяка кількість фрагментів, у тому числі стегнову, плечову, лопаткову, клубову, п'ястні кістки, кістки черепа і щелепи, кілька ребер. Зібрані докупи на спеціально створеному для цього постаменті, останки були урочисто виставлені в залі музею наприкінці 1906 року.
У 1908 році, знову проводячи пошуки в Гелл-Крік, Браун разом з помічником Пітером Кайзеном (Peter Kaisen) натрапив на ще один скелет тиранозавра в 30 милях (близько 50 км) на схід від першої знахідки. На відміну від першого екземпляра, цей був практично повним і до того ж був занурений у значно м'якший ґрунт. Завдяки останній обставині його вдалося протягом літнього сезону витягти на поверхню і доставити на конях до найближчої залізничної станції Глазго в 45 милях (~ 70 км) від місця розкопок. Цей екземпляр нині прикрашає залу ящеротазових динозаврів музею. Першу знахідку на початку Другої світової війни продали Пітсбурзькому музею Карнегі: адміністрація музею побоювалася, що німецька авіація може знищити історичну цінність.
Повертаючись у 1902 році — крім трицератопса і тиранозавра, в експедиції у Гелл-Крік Браун також добув скелети крокодилоподібного ящера Champsosaurus і анатотитана, які нині прикрашають зали музею. Після невеликої перерви, пов'язаної з пошуками рештків морської фауни у Вайомінгу і Південній Дакоті, Браун повернувся в Монтану в липні 1904 року. Під час огляду відкладень формації Кловерлі (нижня крейда) недалеко від міста Біллінгс був знайдений в прекрасному стані череп вузьконосого крокодила Teleorhinus.
| Перелік експонатів музею, зібраних Барнумом Брауном на заході США у 1900—1909 роках | Перелік експонатів музею, зібраних Барнумом Брауном на заході США у 1900—1909 роках | Перелік експонатів музею, зібраних Барнумом Брауном на заході США у 1900—1909 роках | Перелік експонатів музею, зібраних Барнумом Брауном на заході США у 1900—1909 роках | Перелік експонатів музею, зібраних Барнумом Брауном на заході США у 1900—1909 роках | Перелік експонатів музею, зібраних Барнумом Брауном на заході США у 1900—1909 роках | Перелік експонатів музею, зібраних Барнумом Брауном на заході США у 1900—1909 роках | Перелік експонатів музею, зібраних Барнумом Брауном на заході США у 1900—1909 роках |
| Група                                                                               | Вид                                                                                 | Матеріал                                                                            | Рік                                                                                 | Найближче місто                                                                     | Зала                                                                                | Каталог                                                                             |                                                                                     |
| ----------------------------------------------------------------------------------- | ----------------------------------------------------------------------------------- | ----------------------------------------------------------------------------------- | ----------------------------------------------------------------------------------- | ----------------------------------------------------------------------------------- | ----------------------------------------------------------------------------------- | ----------------------------------------------------------------------------------- | ----------------------------------------------------------------------------------- |
| Choristodera                                                                        | Champsosaurus laramiensis                                                           | череп                                                                               | 1902                                                                                | Джордан, Монтана                                                                    | Первісні хребетні тварини                                                           | AMNH 982                                                                            |                                                                                     |
| Тиранозаврові                                                                       | Tyrannosaurus rex                                                                   | скелет, що вільно стоїть                                                            | 1908                                                                                | Джордан, Монтана                                                                    | Ящеротазові динозаври                                                               | AMNH 5027                                                                           |                                                                                     |
| Pholidosauridae                                                                     | Teleorhinus robustus                                                                | череп, нижня щелепа                                                                 | 1904                                                                                | Хот-Спрінгс, Південна Дакота                                                        | Первісні хребетні тварини                                                           | AMNH 5850                                                                           |                                                                                     |
| Гадрозаври                                                                          | Kritosaurus navajovius                                                              | череп                                                                               | 1904                                                                                | Аризона                                                                             | Птахотазові динозаври                                                               | AMNH 5799                                                                           |                                                                                     |
| Едмонтозаври                                                                        | Anatotian copei                                                                     | скелет, що вільно стоїть                                                            | 1902                                                                                | Джордан, Монтана                                                                    | Птахотазові динозаври                                                               | AMNH 5886                                                                           |                                                                                     |
| Цератопсиди                                                                         | Triceratops horridus                                                                | частковий скелет, що вільно стоїть                                                  | 1909                                                                                | Сенд-Крік, Монтана                                                                  | Птахотазові динозаври                                                               | AMNH 5033                                                                           |                                                                                     |
| Вилорогові                                                                          | Ramoceros osborni                                                                   | скелет, що вільно стоїть                                                            | 1901                                                                                | Стерлінг, Колорадо                                                                  | Високорозвинені ссавці «Мільштейн»                                                  | AMNH 9476                                                                           |                                                                                     |
| Коневі                                                                              | Hypohippus osborni                                                                  | скелет, що вільно стоїть                                                            | 1901                                                                                | Стерлінг, Колорадо                                                                  | Високорозвинені ссавці «Мільштейн»                                                  | AMNH 9407                                                                           |                                                                                     |

### Фауна стародавнього моря, 1903—1904

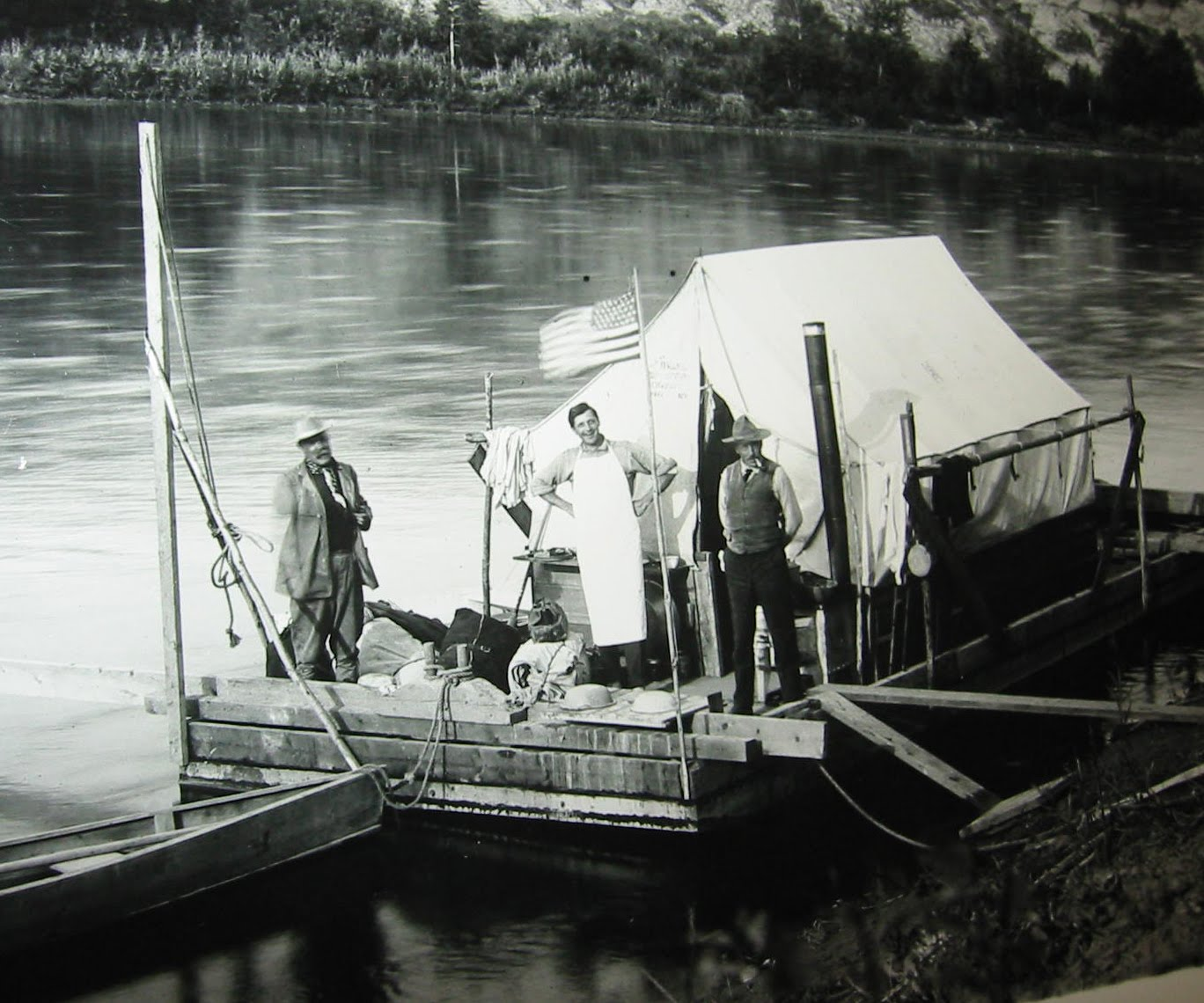
На річці Ред-Дір. З ліва праворуч: Генрі Осборн, Фред Саундерс (кок) і Барнум Браун. 1911 рік

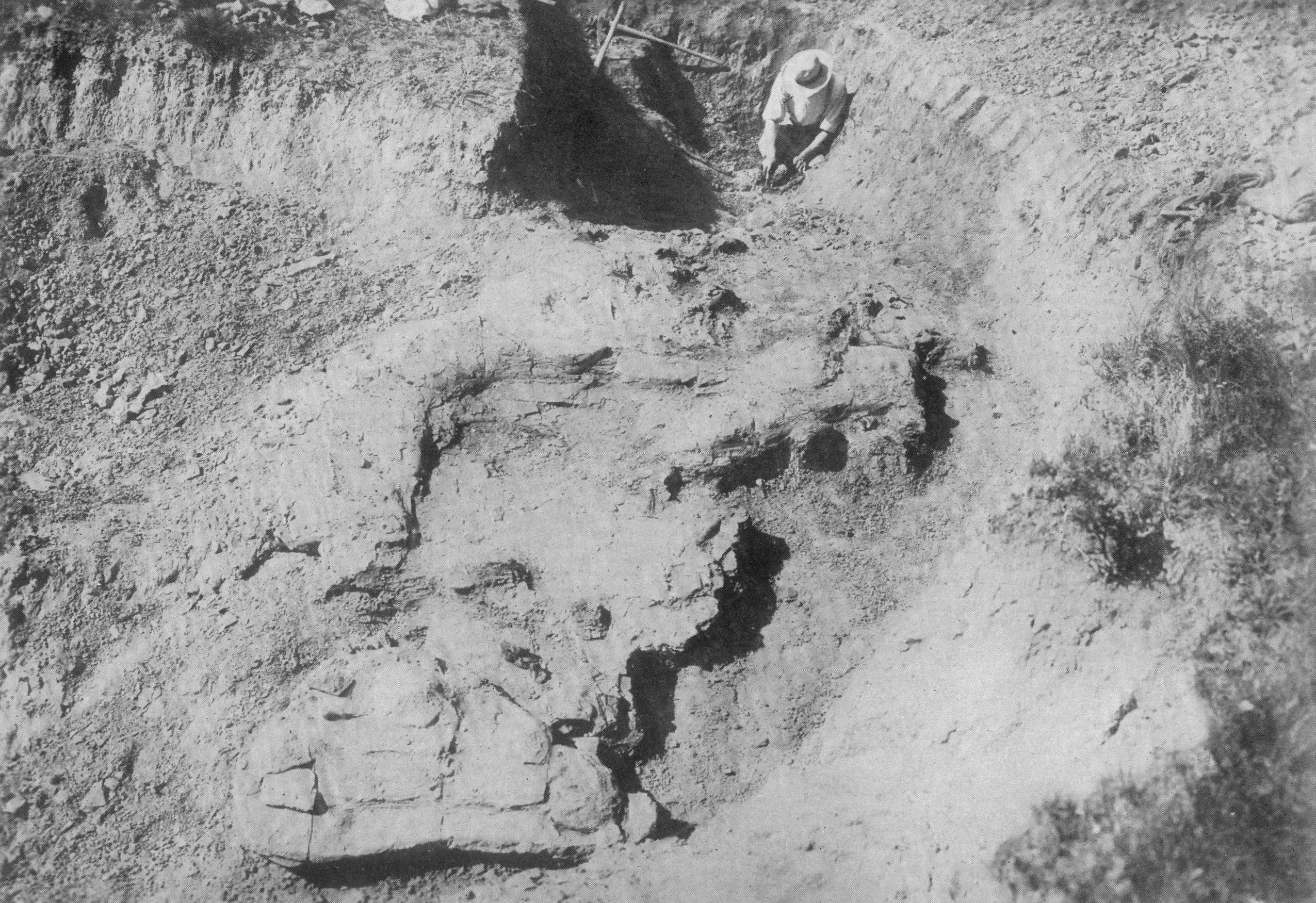
Розкопки завролофа на річці Ред-Дір. 1911 рік

У 1903 і частково 1904 роках Барнум Браун відвідує область на заході штатів Вайомінг і Південна Дакота, і проводить пошуки трохи на схід в околицях населеного пункту Еджмонт в Південній Дакоті. Приблизно до середини крейдяного періоду цей район був покритий частиною світового океану і в теперішній час знаний як Західне внутрішнє море. Морські відклади глинистого сланцю двох різновікових формацій — П'єр Шейл і Ніобрара — зберегли велику кількість рештків водних рептилій, головним чином мозазаврів. Брауну вдалося добути понад десяток екземплярів цих схожих на сучасних варанів морських ящірок, а також безліч скелетів плезіозавра з черепами.
В експедиціях 1904 року Брауна супроводжувала його перша дружина Маріон. Вона була професійним біологом і попутно займалася вивченням комах. Спільні з чоловіком пригоди вона описала в щоденнику, якому дала назву «Log Book of the Bug Hunters». Рукопис готувався до друку, проте не був ніколи опублікований.

### Ред-Дір, 1910—1915
У період з 1910 по 1915 рік Браун очолює шість щорічних експедицій у долину річки Ред-Дір в канадській провінції Альберта, де розташовані ще давніші в порівнянні з формацією Гелл-Крік — Формост, Олдман і Парк Динозавр (їхній вік варіює в межах від 75 до 79 млн років). При практично повній відсутності доріг група дослідників, до якої також входили асистенти Пітер Кайзер, Вільям Катлер (William E. Cutler) і Клейтон Прайс (Clayton Sumner Price), сплавляється вниз за течією на спеціально побудованому для цього плоскодонному човні-плоту. За словами самого Брауна, місцями скам'янілостей було так багато, що він змушений був «подорожувати з закритими очима, щоб не бачити більше, ніж міг зібрати».
Під час експедицій на річці Ред-Дір у сусідстві працювала група фахівців, яку винайняло Геологічне управлінням Канади, на чолі з відомим американським палеонтологом Чарльзом Штернбергом. Попри конкуренцію, групі Брауна вдалося зібрати значну колекцію скам'янілостей: за його словами, було видобуто до 300 великих екземплярів, дві третини з яких згодом були виставлені в експозиціях різних музеїв. Як мінімум 22 з них досі прикрашають зали птахотазових і ящеротазових динозаврів Американського музею природознавства. Вісім скелетів з зібраної колекції: цератопсиди Chasmosaurus kaiseni, Monoclonius cutleri та Styracosaurus parksi, гадрозаври Corythosaurus casuarius і Prosaurolophus maximus, дромеозавр Dromaeosaurus albertensis і пахіцефалозавр Ornatotholus browni вважаються типовими, тобто по суті відкритими Брауном.
Інші помітні знахідки цього періоду — крихкий (і тому дуже рідкісний) череп схожого на страуса динозавра Struthiomimus з родини орнитомімідів, череп і хвіст анкілозавра, що добре збереглися. Деякі важливі скам'янілості були помічені Брауном, але не зібрані внаслідок браку часу і місця. Зокрема, це відноситься до типового (і єдиного на сьогодні) екземпляру еотрицератопса, який за замітками Брауна був добутий і описаний канадськими фахівцями лише в першій декаді XXI століття, а також великої кількості скелетів альбертозаврів (в тому числі ювенальних), витягнутих на поверхню у 1997 році співробітниками Королівського Тиррелівського палеонтологічного музею.
| Альбертозаври           | Albertosaurus libratus     | скелет в барельєфі                 | 1914      | Ящеротазові динозаври | AMNH 5458 |
| Struthiomimus           | Struthiomimus altus        | скелет в барельєфі                 | 1914      | Ящеротазові динозаври | AMNH 5339 |
| Struthiomimus           | Struthiomimus altus        | скелет в барельєфі                 | 1913      | Ящеротазові динозаври | AMNH 5421 |
| Анкілозаври             | Ankylosaurus magniventris  | череп, хвіст                       | 1910-1911 | Птахотазові динозаври | AMNH 5214 |
| Сколозаври              | Euoplocephalus tutus       | череп                              | 1913      | Птахотазові динозаври | AMNH 5404 |
| Сколозаври              | Euoplocephalus tutus       | таз                                | 1914      | Птахотазові динозаври | AMNH 5337 |
| Завролофи               | Saurolophus osborni        | скелет в барельєфі                 | 1911      | Птахотазові динозаври | AMNH 5220 |
| Гадрозаври              | ?                          | нижня щелепа                       | 1914      | Птахотазові динозаври | AMNH 5350 |
| Гадрозаври              | Prosaurolophus maximus     | череп                              | 1915      | Птахотазові динозаври | AMNH 5386 |
| Гадрозаври              | Lambeosaurus lambei        | череп                              | 1914      | Птахотазові динозаври | AMNH 5353 |
| Гадрозави               | Lambeosaurus lambei        | череп                              | 1915      | Птахотазові динозаври | AMNH 5373 |
| Корітозаври             | Corythosaurus casuarius    | гребінь черепа                     | 1914      | Птахотазові динозаври | AMNH 5348 |
| Корітозаври             | Corythosaurus casuarius    | скелет і ділянки шкіри в барельєфі | 1912      | Птахотазові динозаври | AMNH 5240 |
| Корітозаври             | Corythosaurus casuarius    | ділянка шкіри                      | 1914      | Птахотазові динозаври | AMNH 5360 |
| Корітозаври             | Corythosaurus casuarius    | скелет в барельєфі                 | 1914      | Птахотазові динозаври | AMNH 5338 |
| Корітозаври/Ламбеозаври | Corythosaurus/Lambeosaurus | ювенальний скелет в барельєфі      | 1914      | Птахотазові динозаври | AMNH 5340 |
| Центрозаври             | Centrosaurus apertus       | череп                              | 1912      | Птахотазові динозаври | AMNH 5239 |
| Центрозаври             | Centrosaurus apertus       | скелет в барельєфі                 | 1914      | Птахотазові динозаври | AMNH 5351 |
| Центрозаври             | Monoclonius cutleri        | частковий скелет з ділянками шкіри | 1913      | Птахотазові динозаври | AMNH 5427 |
| Цератопсиди             | Chasmosaurus kaiseni       | череп і нижні щелепи               | 1913      | Птахотазові динозаври | AMNH 5401 |
| Цератопсиди             | Chasmosaurus belli         | череп і нижні щелепи               | 1913      | Птахотазові динозаври | AMNH 5402 |
| Стиракозаври            | Styracosaurus albertensis  | скелет в барельєфі                 | 1915      | Птахотазові динозаври | AMNH 5372 |

### Куба і Східна Африка, 1918—1920

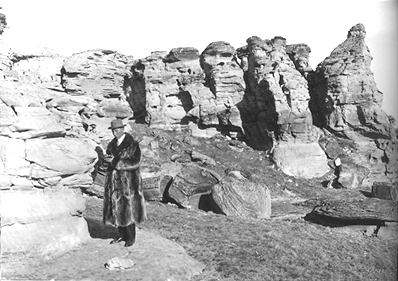
Барнум Браун в Монтані, бл. 1916

Крім власне палеонтології, Барнум Браун опановує суміжну професію геолога-розвідника родовищ нафти та інших корисних копалин, що набуває особливої актуальності в час і після закінчення Першої світової війни. Починаючи з 1917 року, він також консультує Міністерство фінансів США з цих питань. Завдяки новому заняттю науковець отримує можливість не тільки поєднати свою співпрацю з Американським музеєм природознавства і з іншими роботодавцями, але також виїжджати за межі традиційних районів розкопок.
У 1918 році Барнум вдруге (перший короткочасний візит відбувся в 1911 році) працює на Кубі: крім пошуку скам'янілостей плейстоценових ссавців в його завдання входить оцінка нещодавно відкритих родовищ міді та геологорозвідка родовищ нафти.
У 1920 році Браун здійснює поїздку в Сомаліленд і Абісинію, де на замовлення Англо-Американської нафтової компанії (англ. Anglo American Oil company), яка згодом влилася в сучасну ExxonMobil, займається пошуками нафтових родовищ. Експедиція не принесла великих відкриттів ні в галузі геологорозвідки, ні в області палеонтології, і найбільше відома завдяки збереженим описам місцевих звичаїв, досить екзотичних для культури західного світу.

### Південна Азія, 1921—1923

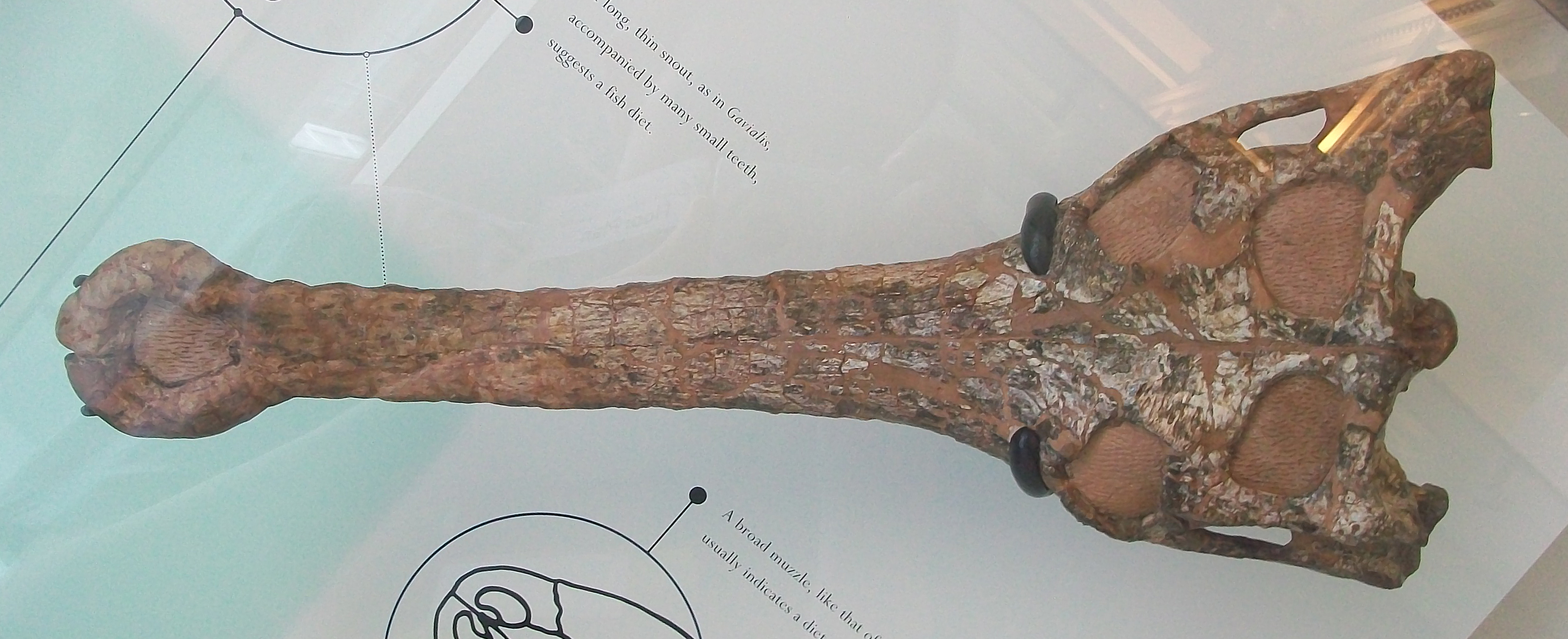
Череп гавіала Gavialis browni

Опонуючи Чарлзу Дарвіну, Генрі Осборн вважав, що колиска людства знаходиться в Азії, де на відміну від Африки сильно перетята місцевість і прохолодний клімат могли дати поштовх до початку використання знарядь праці. Підтвердження своєї теорії Осборн знайшов у роботах шотландського натураліста Г'ю Фальконера, який у 1830-ті роки в передгір'ях Гімалаїв виявив останки якогось ссавця, що має спільні ознаки з приматами. Основним завданням, з яким Осборн відправив Брауна на схили хребта Шивалік (в першій половині XX століття територія Індії, частина якої пізніше відійшла до Пакистану), були саме пошуки антропоїдів. Працюючи в околицях міста Равалпінді і горах Джамму, Браун крім іншого виявив 3 фрагменти щелепи людиноподібних мавп, які в початковому варіанті були визнані рештками дріопітеків, проте пізніше перекласифіковані у сивапітека.

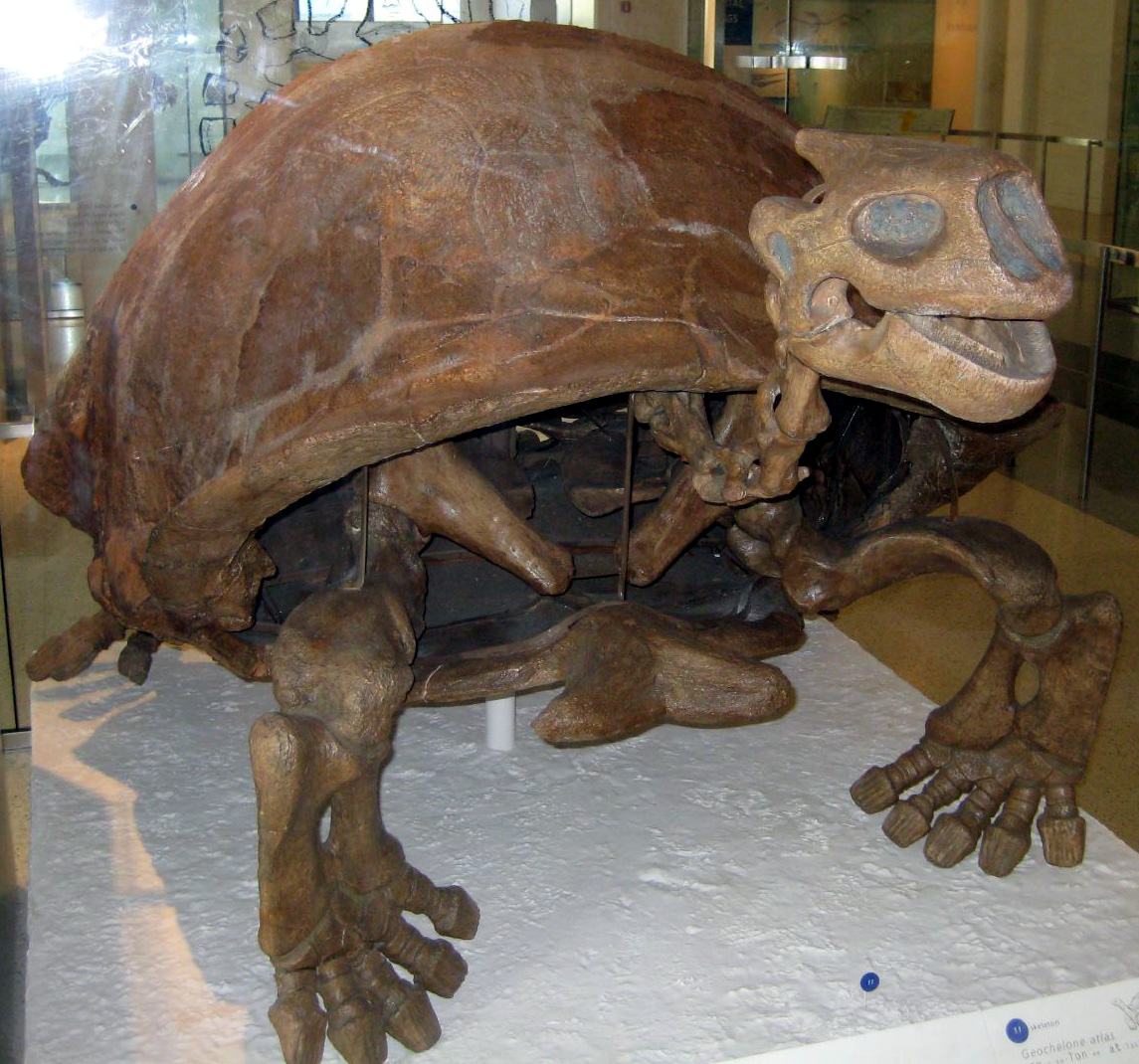
Скелет черепахи Colossochelys atlas

Крім досягнення основної мети, була зібрана значна колекція міоценових тварин: згідно з листами самого Брауна, до неї були включені два черепи мастодонта, два черепи предків бегемота, три черепа стародавнього носорога, чотири черепа гіпаріона, сім черепів антилоп, черепа примітивних жирафів Giraffokeryx і Bramatherium, непарнокопитного ссавця з вимерлої родини халікотерієвих Chalicotherium, пекаря, верблюда, гавіала і оленя, а також скелети двох великих черепах. Не менше 19 екземплярів були визнані типовими: по них у різні роки були описані чотири види хоботних: Zygolophodon metachinjiensis, Protanancus chinjiensis, Gomphotherium browni і Paratetralophodon hasnotensis; сім видів антилоп: Selenoportax vexillarius, Tragoportax salmontanus, Tragocerus browni, Sivaceros gradiens, Strepsiportax gluten і Strepsiportax chinjiensis; два види газелі: Gazella lydekkeri і Antilope subtorta, носоріг Gaindatherium browni, пекарі Pecarichoerus orientalis, олень Cervus punjabiensis, трубкозуб Amhiorycteropus browni, куниця Martes lydekkery, бамбуковий щур Rhizomyides punjabiensis і їжатець Sivacanthion complicatus.
На початку 1923 року Браун переміщується до сусідньої з Індією М'янми, де спочатку проводить консультації з приводу видобутку нафти, а потім досліджує еоценові відкладення в долині річки Іраваді (околиці міста Енанджаун) та формації Пондаунг (Pondaung Formation) в західній частині країни. Попри відсутність доріг, щільні джунглі і фрагментарність відкладень, досліднику вдалося зібрати невелику колекцію скам'янілостей, серед якої особливу значущість мав фрагмент нижньої щелепи примата з трьома зубами, по якому був відкритий один з найдавніших предків вищих приматів, що отримав назву амфіпітека (Amphipithecus mogaungensis). Серед знахідок Браун також виділив повний череп невеликого антракотерія, верхній і нижній ряди зубів ще одного антракотерія, нижню щелепу метамінодона і половину нижньої щелепи стегодона з добре збереженими зубами. В ході експедиції в червні 1923 року дослідник переніс важку хворобу — смертельно небезпечну форму малярії, під час якої за ним доглядала його друга дружина Ліліан.
| Список експонатів музею, зібраних Барнумом Брауном в Південній Азії у 1921—1923 роках | Список експонатів музею, зібраних Барнумом Брауном в Південній Азії у 1921—1923 роках | Список експонатів музею, зібраних Барнумом Брауном в Південній Азії у 1921—1923 роках | Список експонатів музею, зібраних Барнумом Брауном в Південній Азії у 1921—1923 роках | Список експонатів музею, зібраних Барнумом Брауном в Південній Азії у 1921—1923 роках | Список експонатів музею, зібраних Барнумом Брауном в Південній Азії у 1921—1923 роках | Список експонатів музею, зібраних Барнумом Брауном в Південній Азії у 1921—1923 роках | Список експонатів музею, зібраних Барнумом Брауном в Південній Азії у 1921—1923 роках |
| Група                                                                                 | Вид                                                                                   | Матеріал                                                                              | Рік                                                                                   | Найближче місто                                                                       | Зала                                                                                  | Каталог                                                                               |                                                                                       |
| ------------------------------------------------------------------------------------- | ------------------------------------------------------------------------------------- | ------------------------------------------------------------------------------------- | ------------------------------------------------------------------------------------- | ------------------------------------------------------------------------------------- | ------------------------------------------------------------------------------------- | ------------------------------------------------------------------------------------- | ------------------------------------------------------------------------------------- |
| Гавіали                                                                               | Gavialis browni                                                                       | череп                                                                                 | 1922                                                                                  | Nathot                                                                                | Первісні хребетні тварини                                                             | AMNH 6279                                                                             |                                                                                       |
| Сухопутні черепахи                                                                    | Colossochelys atlas                                                                   | скелет, що вільно стоїть                                                              | 1922                                                                                  | Чандігарх                                                                             | Первісні хребетні тварини                                                             | AMNH 6332                                                                             |                                                                                       |
| Мамонти                                                                               | Mammuthus sp.                                                                         | секційний кутній зуб                                                                  | 1922                                                                                  | Чандігарх                                                                             | Високорозвинені ссавці «Мільштейн»                                                    | AMNH 1922                                                                             |                                                                                       |
| Мамонти                                                                               | Mammuthus sp.                                                                         | секційний кутній зуб                                                                  | 1922                                                                                  | Чандігарх                                                                             | Високорозвинені ссавці «Мільштейн»                                                    | AMNH 19821                                                                            |                                                                                       |

### Самос, 1923—1924
Продовжуючи пошуки приматів, Браун у 1923—1924 роках проводить розкопки на грецькому острові Самос. Він з великими труднощами одержує дозвіл від влади країни (який передбачав зобов'язання передачі будь-яких нових відкриттів на користь місцевого музею) і наймає робітників — біженців з прилеглої Туреччини і з їхньою допомогою розробляє кілька кар'єрів у формації Мітилени (англ. Mytilini Formation), вік яких оцінюється у 7,2-7,0 млн років. Численні складки і розриви, а також вплив древніх морських течій призвели до фрагментації скам'янілостей. Однак, Брауну вдалося виявити кілька великих фрагментів останків міоценових тварин, що відносяться до примітивного жирафа самотерія, двох видів коневих, двох видів носорогових, стародавньої гієни іктітерія, невеликого оленя, антилопи Prostrepsiceros і декількох видів птахів. Відправлення колекції в Америку мало не зірвалося через одного місцевого чиновника, який вибрав найцінніші експонати для національного палеонтологічного музею. Ситуацію вдалося владнати лише після офіційного звернення американського консула у федеральні органи Греції.
| Їжатці           | Hystrix primihenia                | череп                          | 1923 | Високорозвинені ссавці «Мільштейн» | AMNH 20551 |
| Іктітерії        | Ictitherium viverrinum            | череп, нижня щелепа            | 1924 | Високорозвинені ссавці «Мільштейн» | AMNH 20695 |
| Порожнисторогові | Prostrepsiceros houtumschindeleri | верхня частина черепа з рогами | 1924 | Високорозвинені ссавці «Мільштейн» | AMNH 20575 |

### Пошуки слідів первісної людини, 1927—1930
У першій третині XX століття кілька наукових організацій концентрують свою увагу на вивченні еволюції людини. Зокрема, пошуком викопних приматів і стоянок доби палеоліту займається Американський інститут природознавства; його президент Генрі Осборн обирає еволюційне вчення як один з пріоритетів своєї наукової діяльності. Одне з можливих відкриттів Осборна — існування примітивного антропоїда (який отримав назву гесперопітек) на території Північної Америки, виявилося хибним: знайдені в Небрасці зуби (кілька штук були добуті Брауном), хоч і мали схожість із зубами приматів, все ж належали до вимерлих ссавців з родини Tayassuidae.
Результатом інших археологічних пошуків, в яких Барнум Браун взяв безпосередню участь, стало відкриття давньої мисливської стоянки, а разом з нею палеоіндійської культури Фолсом. Після непов'язаних між собою повідомлень про знаходження в межах одного району останків бізона з одного боку, і примітивних знарядь праці з іншого, вчені висунули гіпотезу, що ці дві різнорідні знахідки можуть бути пов'язані між собою. У 1927—1928 роках Браун спільно з Пітером Кайзеном виконав розкоп в зазначеному місці в штаті Нью-Мексико. На поверхню було витягнуто кілька фрагментів скелетів вимерлого підвиду бізона Bison bison antquus, а також виявлені разом з ними 11 наконечників списів. Один з цих фрагментів, що поєднує в собі кістки і знаряддя праці, нині прикрашає залу високорозвинених ссавців музею. За підсумками відкриття була створена широка програма з пошуку слідів інших поселень, яка зокрема передбачала дослідження печер в декількох південно-східних штатах США. В рамках цього проєкту Браун відкрив ще кілька тимчасових стоянок в Юті і Неваді, в тому числі одну велику в околицях населеного пункту Лавлок.
У 1930 році на схід від місцевості Камерон в Аризоні Браун виявив житло індіанців з культури Анасазі. Невелика дерев'яна споруда круглої форми містила відходи кукурудзи, зернотертки, глиняний посуд, підвіски, а також черепашкові намиста.

### В роки Великої депресії, 1930—1935

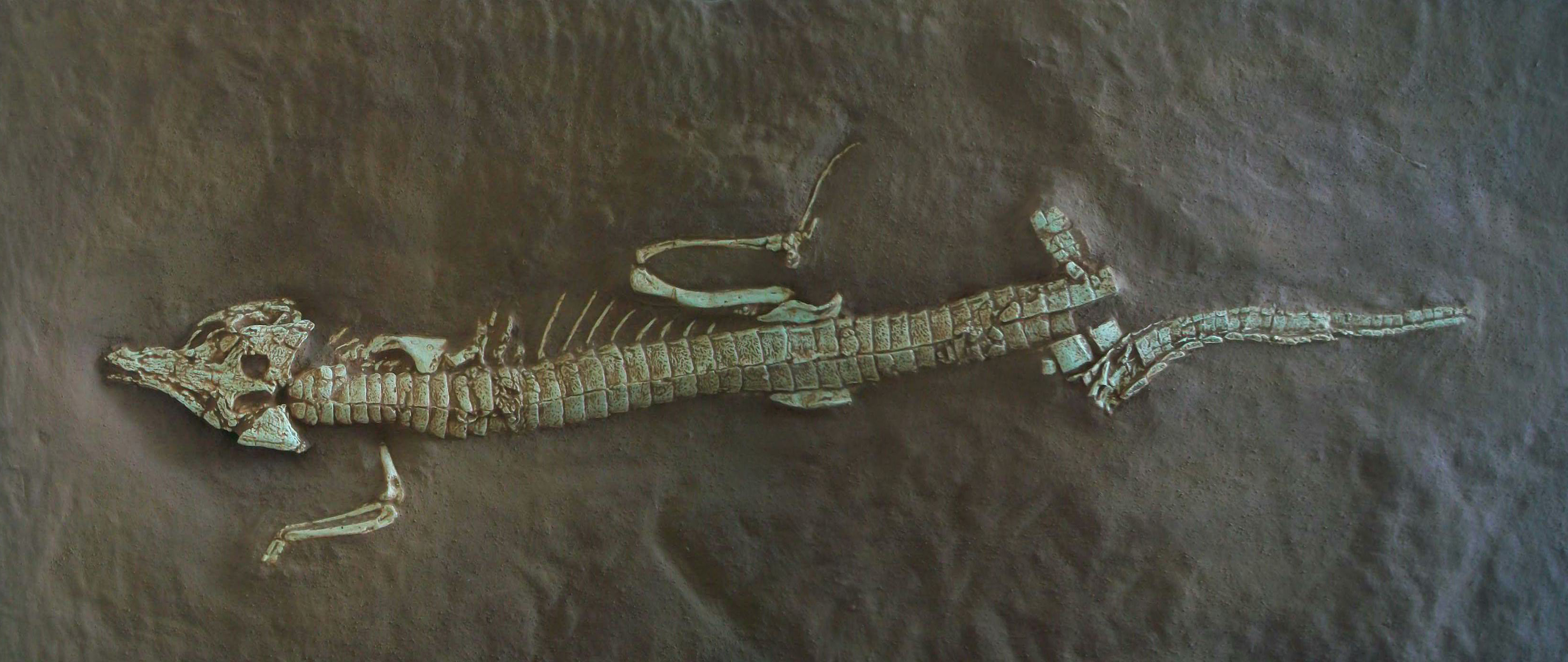
Типовий екземпляр Protosuchus richardsoni

Крах на Нью-Йоркській біржі у 1929 році і Велика депресія, яка за ним настала, призвели до поступового виснаження фондів музею. Це спричинило, зокрема, скорочення бюджету експедицій, які ставали все коротшими і менш численними. Частково стан справ рятували спонсори — нафтові компанії і радіостанції, які висвітлювали гучні відкриття. Браун повернувся до пошуків динозаврів та інших організмів, як на початку кар'єри, в західній частині США. 1930 року в тріасових відкладеннях в місцевості Камерон (Аризона) йому вдається добути добре збережений скелет давнього, до цього невідомого крокодилоподібного ящера з ранньої юри, що отримав назву Protosuchus.
Влітку 1931 року музей організував експедицію в околиці міста Біллінгс в Монтані, де чотирма роками раніше були виявлені рештки камптозавра (як з'ясувалося пізніше, тенонтозавра — раніше невідомого травоїдного динозавра з інфраряду орнітоподів). Групу очолив Браун, неподалік від основної мети поїздки він виявив фрагменти скелетів ще кількох тварин, що мали спільні риси з тенонтозавром, але меншого розміру і з легшими, порожнистими кістками. Одна з цих знахідок, що складалася з частини черепа, хребта і кінцівок, була витягнута з вапняку і доставлена в музей, де довгий час зберігалася в запаснику. Вчений дав ящеру попередню назву Daptosaurus agilis, але так і не закінчив опис. Через 30 років незадовго до смерті він показав експонат Джону Острому, який в той момент писав студентську дисертацію для Єльського університету. Через кілька років Остром в тому ж районі, що і Браун, знайшов ще один примірник ящера, порівняв його з раннім матеріалом і описав новий вид, давши йому назву дейноніх. Анатомічна будова дейтоніха наштовхнула вченого на думку, що він має спільні риси з сучасними птахами — в кінцевому рахунку це призвело до виникнення теорії походження птахів від тероподних динозаврів. Ще одна значуща знахідка 1931 року — неповний (без черепа) скелет пізніше описаної завропельти, видобутий на схилах хребта Прайор в Монтані.

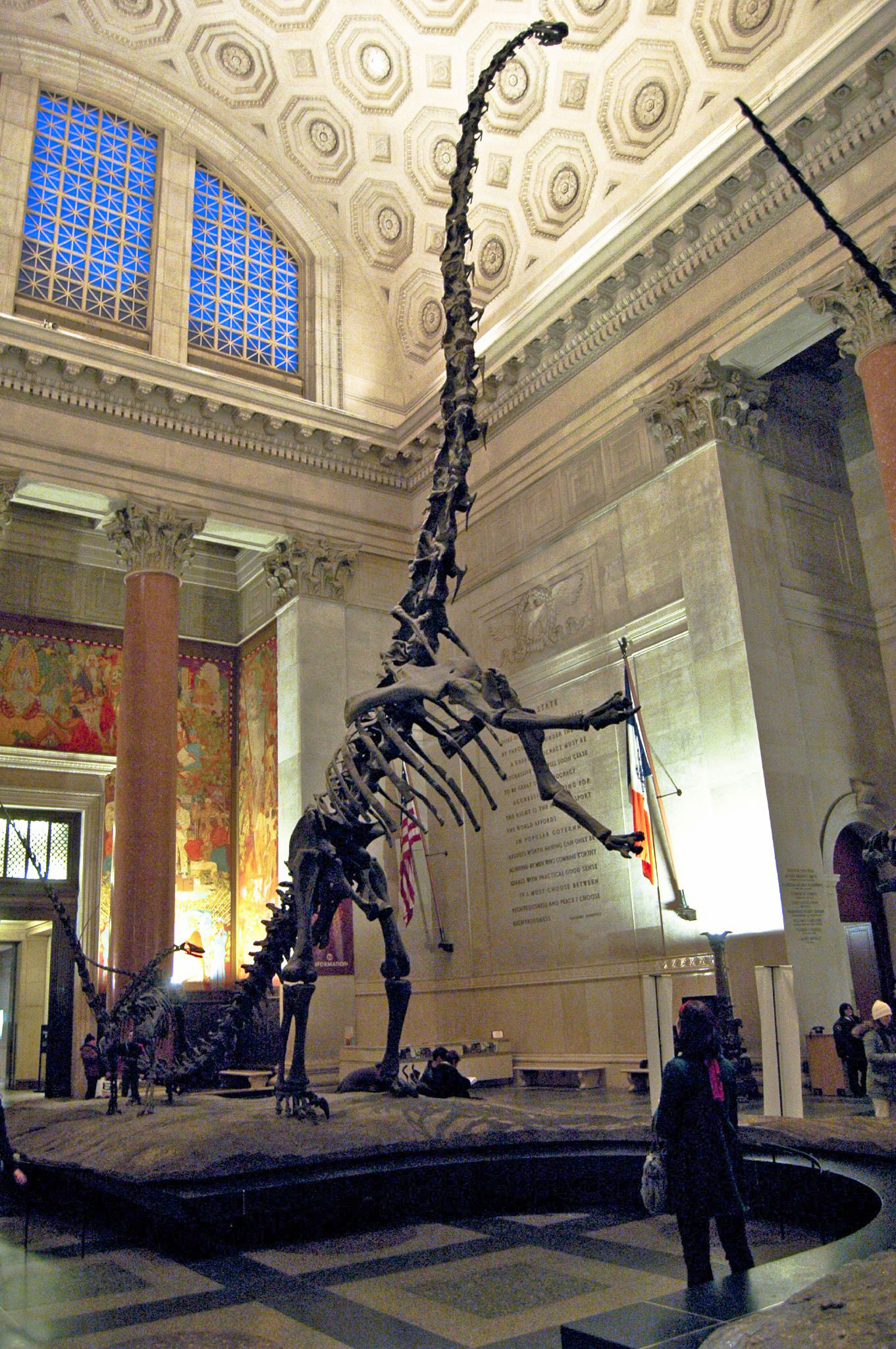
Пара барозаврів в холі музею. Дитинча ліворуч — один з двох експонатів, що збереглися після розкопок у Howe Quarry

У серпні 1932 року Барнум Браун спільно з асистентами Пітером Кайзеном і Дарвіном Харбріхтом (Darwin Harbricht) натрапили в горах Прайор на кістки великого зауропода, що стирчали з землі. Зробивши попередній розкоп, шукачі витягнули на поверхню хребет з 14 хребців, клубову, велику і малу гомілкову кістки, а також кістки стопи. Через брак коштів подальшу роботу по розробці кар'єру, який належало створити на земельній ділянці фермера Баркера Хау (Barker Howe, звідси назва проєкту — Howe Quarry, «Кар'єр Хау»), довелося відкласти. За допомогою спонсора — нафтовидобувної фірми Sinclair Oil Corporation — роботи вдалося відновити навесні наступного 1934 року. Після зняття шару ґрунту перед дослідниками відкрилося широке поле, суцільно вкрите рештками довгошийої болотної фауни. Бувалий Браун зізнався, що він «ніколи не бачив такої безлічі кісток динозаврів».
Настільки висока концентрація скам'янілостей на невеликому клаптику землі могла б утворитися під дією водного або селевого потоку, проте в цьому випадку слідів такої дії не було виявлено; до того ж розташування кісток свідчило про те, що тварини залишалися лежати на тому ж самому місці, де загинули. 1935 року в журналі Natural History вийшла стаття, в якій Браун подавав ситуацію наступним чином:
| В умовах тропічного клімату ми бачимо рівнину з буйною рослинністю, покриту незліченними озерами і болотами. У низинах панують цикади, пальми та пальметто; на височинах ростуть сосни. На горбистих заболочених берегах висока трава, нескінченні папороті і очерет утворюють пишні зарості. Скільки сягає око, навколо видно тисячі динозаврів, які збиваються в купи на зразок сучасних рептилій і займають водойми. Тепер мати-природа змінює декорації. В результаті ударного імпульсу, викликаного діяльністю довколишніх гір, низини піднімаються. Великі озера висихають, болота зникають. Динозаври дедалі більше концентруються в водоймах, що залишилися, і збиваються у величезні стада. Зі зникненням води менших, слабших динозаврів затоптують більші, їхні кістки розкидані по кордонах водойми; великі динозаври марно опираються долі і все ближче туляться один до одного. Оригінальний текст (англ.) The climate was tropical, and we see a flat land rich in vegetation, dotted by countless shallow lakes and marshes. Cycads, palms, and palmettos cover the lowlands, with pines on the uplands. Countless ferns, thick grass, and rushes form a rank vegetation over the marshy, hummocked shores. [The dinosaurs] congregate by thousands, huddling close together as reptiles do, and filling every lagoon as far as the eye can see. Now Mother Earth changes the stage setting. The impulse that finally was expressed by the nearby mountains elevated these lowlands. The large lakes were drained and the swamps vanished. The dinosaurs became more and more concentrated in the remaining pools as they were pushed together in huge herds. As the water receded, the smaller, weaker dinosaurs were trampled and their bones scattered on the borders of the pool; the larger ones huddled closer and closer together as they made their last futile stand against fate. |

Попри унікальність колекції, її спіткала сумна доля. В результаті численних палеонтологічних експедицій, включаючи знамениті дослідження динозаврів в Центральній Азії, відповідні фонди музею виявилися переповненими. До того ж, після виходу на пенсію Осборна в 1934 році фінансове становище музею ще більше погіршилось. За свідченням куратора музею Джина Гаффні (Gene Gaffney) ящики з видобутим матеріалом довгий час зберігалися у внутрішньому дворі музею під навісом, поки в 40-ті чи 50-ті роки пожежа не знищила приблизно половину матеріалу. Потім їх перенесли в закрите, але сире приміщення, де вціліла частина або прогнила, або була зіпсована щурами. Нині з цієї експедиції в залах музею можна зустріти лише два експонати, обидва належать дитинчаті барозавра.
| Список експонатів музею, зібраних Барнумом Брауном в 1927—1935 роки | Список експонатів музею, зібраних Барнумом Брауном в 1927—1935 роки | Список експонатів музею, зібраних Барнумом Брауном в 1927—1935 роки | Список експонатів музею, зібраних Барнумом Брауном в 1927—1935 роки | Список експонатів музею, зібраних Барнумом Брауном в 1927—1935 роки | Список експонатів музею, зібраних Барнумом Брауном в 1927—1935 роки | Список експонатів музею, зібраних Барнумом Брауном в 1927—1935 роки | Список експонатів музею, зібраних Барнумом Брауном в 1927—1935 роки |
| Група                                                               | Вид                                                                 | Матеріал                                                            | Рік                                                                 | Найближче місто                                                     | Зала                                                                | Каталог                                                             |                                                                     |
| ------------------------------------------------------------------- | ------------------------------------------------------------------- | ------------------------------------------------------------------- | ------------------------------------------------------------------- | ------------------------------------------------------------------- | ------------------------------------------------------------------- | ------------------------------------------------------------------- | ------------------------------------------------------------------- |
| Диплодокіди                                                         | Барозавр                                                            | череп і шийні хребці молодої особини                                | 1934                                                                | Шелл (Вайомінг)                                                     | Навчальний центр «Валах»                                            | AMNH 7535                                                           |                                                                     |
| Метопозаври                                                         | Koskinonodon perfecta                                               | череп                                                               | 1929                                                                | Камерон (Аризона)                                                   | Первісні хребетні тварини                                           | AMNH 6759                                                           |                                                                     |
| Протозухії                                                          | Protosuchus richardsoni                                             | скелет                                                              | 1931                                                                | Камерон (Аризона)                                                   | Первісні хребетні тварини                                           | AMNH 3024                                                           |                                                                     |
| Дейноніх                                                            | Deinonychus antirrhopus                                             | скелет, що вільно стоїть                                            | 1931                                                                | Біллінгс (Монтана)                                                  | Ящеротазові динозаври                                               | AMNH 3015                                                           |                                                                     |
| Зауропельта                                                         | Sauropelta edwardsi                                                 | хвостовий ряд                                                       | 1932                                                                | Біллінгс (Монтана)                                                  | Птахотазові динозаври                                               | AMNH 3032                                                           |                                                                     |
| Зауропельта                                                         | Sauropelta edwardsi                                                 | скелет зі щитками                                                   | 1932                                                                | Біллінгс (Монтана)                                                  | Птахотазові динозаври                                               | AMNH 3036                                                           |                                                                     |
| Тенонтозаври                                                        | Tenontosaurus tilletti                                              | скелет, що вільно стоїть                                            | 1932                                                                | Біллінгс (Монтана)                                                  | Птахотазові динозаври                                               | AMNH 3034                                                           |                                                                     |
| Порожнисторогові                                                    | Bison bison antiquus                                                | нижня щелепа, частина задньої кінцівки, наконечник списа            | 1927-1928                                                           | Камерон (Аризона)                                                   | Високорозвинені ссавці «Мільштейн»                                  | Anthro 20.2/5865                                                    |                                                                     |

### Останні експедиції, 1936—1940
З 1935 по 1942 рік музей очолює Рой Чепмен Ендрюс — ще один протеже Генрі Осборна, який прославився відкриттям кладовища динозаврів в монгольській пустелі Гобі. Внаслідок нестачі фінансування експедиції Брауна стають коротшими. 1936 року він переключається на пошуки ранніх ссавців, у зв'язку з чим досліджує пермські відкладення в районі міста Сеймур на півночі Техасу. За короткий сезон цього року йому вдається поповнити колекцію музею повним скелетом офіакодона, а також фрагментами скелетів едафозавра, диметродона, гліптодона, мастодонта, щелепою вимерлого виду коней Equus giganteus. У наступному, 1936 році, дослідник подорожує по західних штатах на автомобілі разом зі своїм асистентом Роландом Бердом (Roland T. Bird), знайомим ще по роботі в Кар'єрі Хау. У вже знайомих тріасових відкладеннях біля міста Камерон (Аризона) експедитори добувають череп з щелепою, плечову кістку і кілька хребців найбільшого відомого фітозавра, що отримав назву Machaeroprosopus gregorii.

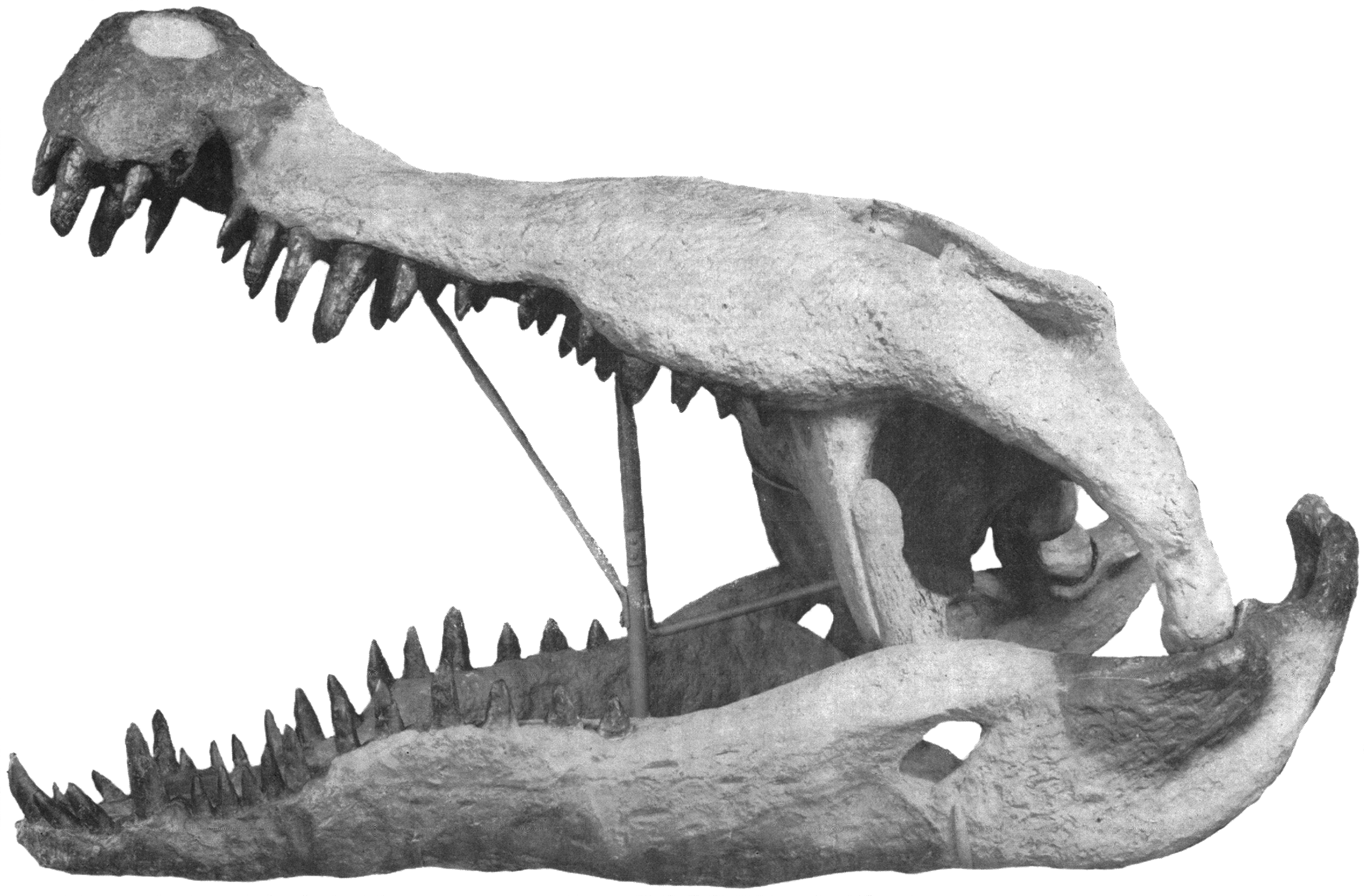
Реконструкція черепа дейнозуха

Наступні кілька років позначилися сплеском інтересу до слідів, залишених динозаврами. Зокрема, два великих трипалих відбитка були виявлені на стелі вугільної шахти States Mine біля міста Седаредж в Колорадо (формація Месаверде, пізня крейда). Група фахівців на чолі з Барнумом Брауном прибула на місце і дійшла висновку, що йдеться про велетенського ящера, ширина кроку якого становила ~4,5 м (пізніше вдалося розгледіти ще одні сліди, не такі помітні, в зв'язку з чим ширину кроку довелося скоротити вдвічі). Влітку 1937 року було ухвалено рішення вирізати сегмент пісковику, в якому були залишені сліди, і доставити в музей. Тепер[коли?] ця знахідка, що згідно з аналізом належить слідам гадрозавра, прикрашає перехід між залами ящеротазових і птахотазових динозаврів. Восени Браун продовжив дослідження в Мелаверді, цього разу в околицях міста Рок-Спрінґс у Вайомінгу. Згідно зі словами самого шукача, здобутий ним неповний скелет теропода, величиною порівнянний з альбетозавром, став 54-м трофеєм подібного роду в його колекції. Там же у Вайомінгу недалеко від струмка Біттер-Крік він виявив сліди еоценової фауни: рештки схожого на носорога ссавця з родини бронтотерієвих, креодонта і декількох черепах.
Останньою масштабною експедицією Брауна стала поїздка 1940 року в посушливу місцевість Біг-Бенд в Техасі на кордоні з Мексикою, яка відбулася завдяки багаторічному спонсору — нафтовій компанії Sinclair Oil Corporation. Її результатом стало дослідження найпівденнішої області США, де коли-небудь були знайдені останки динозаврів. Було видобуто 11 значущих екземплярів, в тому числі фрагменти черепа і кінцівок брахіцератопса, повний череп анкілозавра, кілька кісток динозавра, схожого на пентацератопса, а також фрагментований череп едмонтонії. Нарешті, було знайдено череп гігантського (за сучасними мірками) крокодила дейнозуха, який жив наприкінці крейдяного періоду 80-73 млн років тому.
| Список експонатів музею, зібраних Барнумом Брауном в 1936—1940 роки | Список експонатів музею, зібраних Барнумом Брауном в 1936—1940 роки | Список експонатів музею, зібраних Барнумом Брауном в 1936—1940 роки | Список експонатів музею, зібраних Барнумом Брауном в 1936—1940 роки | Список експонатів музею, зібраних Барнумом Брауном в 1936—1940 роки | Список експонатів музею, зібраних Барнумом Брауном в 1936—1940 роки | Список експонатів музею, зібраних Барнумом Брауном в 1936—1940 роки | Список експонатів музею, зібраних Барнумом Брауном в 1936—1940 роки |
| Група                                                               | Вид                                                                 | Матеріал                                                            | Рік                                                                 | Найближче місто                                                     | Зала                                                                | Каталог                                                             |                                                                     |
| ------------------------------------------------------------------- | ------------------------------------------------------------------- | ------------------------------------------------------------------- | ------------------------------------------------------------------- | ------------------------------------------------------------------- | ------------------------------------------------------------------- | ------------------------------------------------------------------- | ------------------------------------------------------------------- |
| Фітозаври                                                           | Machaeroprosopus gregorii                                           | череп і щелепа                                                      | 1936                                                                | Камерон (Аризона)                                                   | Первісні хребетні тварини                                           | AMNH 3060                                                           |                                                                     |
| Едмонтонія                                                          | Edmontonia rugosidens                                               | секційний череп                                                     | 1940                                                                | Марафон (Техас)                                                     | Птахотазові динозаври                                               | AMNH 3076                                                           |                                                                     |
| Гадрозаври                                                          | Гадрозавр                                                           | відбики слідів                                                      | 1937                                                                | Седаредж (Колорадо)                                                 | Птахотазові динозаври                                               | AMNH 3650                                                           |                                                                     |

### Звільнення і подальша кар'єра
Після атаки на Перл-Гарбор у грудні 1941 року і втягнення США у Другу світову війну вся дослідницька діяльність Американського музею природознавства була згорнута, бюджет скорочено до мінімуму, що дозволяв лише підтримувати поточну діяльність. Побоюючись бомбардувань Нью-Йорка, Браун зміг домовитися з Музеєм Карнегі про продаж першого видобутого ним екземпляра тиранозавра за 7 тис. доларів. 1942 року дирекція музею випустила розпорядження, згідно з яким співробітники, які досягли 68-річного віку, примусово вирушали на пенсію. Попри величезні заслуги і колишню активність, 1 липня 1942 року 69-річний Браун був змушений залишити роботу, якій присвятив більшу частину життя. Тим не менше, йому було дозволено підтримувати зв'язки з музеєм.
Наприкінці 1942 року Браун переїжджає з Нью-Йорка до Вашингтона і влаштовується на державну службу до новоутвореного Управління стратегічних служб, де одним з його завдань стає допомога в пошуку можливих шляхів відкриття другого фронту з боку Егейського моря. З другої половини 1943 року і до кінця війни він обіймає посаду консультанта з геологічних питань при ще одній державній організації — Управлінні економічної війни, в якій, зокрема, вивчає дані аерознімання на предмет виявлення закамуфльованих ворожих об'єктів.
Після війни, у 1947—1952 роках Браун у супроводі дружини і дочки від першого шлюбу знову повертається до своєї основної професії шукача-палеонтолога, цього разу в Гватемалі. Він проводить геологічну відео- та фотознімання території країни — спочатку з борту літака, а потім з наземних видів транспорту. У 1951 і 1952 роках Браун також шукає останки вимерлих організмів в цій країні, проте гучних відкриттів в результаті цієї поїздки зроблено не було. Пошуки довелося згорнути після приходу до влади незалежного від США політика Гусмана Арбенса та сплеску антиамериканських настроїв, що виникли далі.
У 1955 році Браун в останній раз виїжджає в пошукову експедицію в Монтану. Здобувши для музею два фрагменти скелета плезіозавра, 83-річний вчений переніс важке захворювання плямистою гарячкою, що викликається укусом зараженого кліща.
Барнум Браун помер 5 лютого 1963 року, не доживши всього тиждень до свого 90-річчя. Учений був похований поруч зі своєю першою дружиною Маріон на її батьківщині в місті Оксфорд на кладовищі RiverView Cemetery.

## Родина
Барнум Браун був двічі одружений. Перша дружина Маріон Реймонд Браун (Marion Raymond Brown, 1877—1910), дочка відомого в Оксфорді адвоката і вчителя, отримала біологічну освіту в Коледжі Веллс і Колумбійському університеті. Викладала біологію в школі, після одруження деякий час супроводжувала чоловіка в експедиціях по західних штатах США. Документальних свідчень про час і обставини знайомства Барнума і Маріон не збереглося, проте точно відомо, що вони одружились в місті Оксфорд (штат Нью-Йорк) 13 лютого 1904 року. 2 січня 1908 року у подружжя народилася дочка Френсіс (Frances Raymond Brown, 1908—1998). Навесні 1910 року спочатку дворічна Френсіс, а потім її мати захворіли на тяжку форму скарлатини. Для Маріон ця хвороба виявилася фатальною: вона померла 9 квітня 1910 року.
Зі своєю другою дружиною Ліліан МакЛафлін (Lilian McLaughlin, 1887—1971), у шлюбі Браун, Барнум познайомився в Нью-Йорку незадовго до його експедиції у Східну Африку. Вони знову зустрілися в Каїрі, де Ліліан подорожувала разом зі своєю тіткою, а Барнум зробив короткочасну зупинку по дорозі з Абісинії до Індії. Весілля відбулося 20 червня 1922 року в індійському місті Колката в період роботи Барнума у горах Шивалік. Ліліан супроводжувала чоловіка в поїздках до Індії, М'янми, на острів Самос і в Гватемалу, а також взяла участь у кількох експедиціях в Монтані, Юті і Вайомінгу. Про свої подорожі з Брауном вона написала три книги: «I married a Dinosaur» (1951), «Cleopatra slept here» (1951) і «Bring 'Em Back perified» (1958). Барнум був двічі зобов'язаний їй життям: з великими труднощами вона виходила його під час смертельно небезпечних інфекційних захворювань — малярії (1923) і плямистої гарячки Скелястих гір (1955). Ліліан пережила чоловіка на 8 років.
Обидві дружини Барнума поховані поруч з ним на кладовищі RiverView Cemetery в Оксфорді. На цьому ж цвинтарі в ряду з батьками Маріон спочиває його дочка Френсіс.

## Спадщина
Барнум Браун є авором наступних таксонів: родів Ankylosaurus (1908), Kritosaurus (1910), Saurolophus (1912), Hypacrosaurus (1913), Anchiceratops (1914), Corythosaurus (1914), Leptoceratops (1914), Prosaurolophus (1916) і Protosuchus (1934), а також родин Ankylosauridae (1908). У співавторстві з Вільямом Метью були описані рід Dromaeosaurus, у співавторстві с Еріхом Шлайкджером — рід Pachycephalosaurus (1943).
Браун надавав перевагу польовим дослідженням. При цьому нерідко знайдені ним скам'янілості стали матеріалом для опису нових видів Генрі Осборном, Лоуренсом Ламбе, Едвіном Колбертом та іншими ученими.
Наукові роботи, пов'язані з описом нових таксонів:
- Brown, Barnum. The osteology of Champsosaurus Cope. // Memoirs of the American museum of Natural History. — 1905. — Т. 9. — С. 1—26.
- Brown, Barnum. The Hell Creek beds of the Upper Cretaceous of Montana. // Bulletin of the American Museum of Natural History. — 1907. — Т. 23. — С. 823—845.
- Brown, Barnum; Kaisen, Peter C. The Ankylosauridae, a new family of armored dinosaurs from Upper Cretaceous. // Bulletin of the American Museum of Natural History. — 1908. — Т. 24, вип. 12. — С. 187—201.
- Brown, Barnum.; Pepper, George H. The Cretaceous Ojo Alamo beds of New Mexico ; with description of the new dinosaur genus Kritosaurus. // Bulletin of the American Museum of Natural History. — 1910. — Т. 28, вип. 24. — С. 267—274.
- Brown, Barnum. Brachyostracon, a new genus of glyptodonts from Mexico. // Bulletin of the American Museum of Natural History. — 1912. — Т. 31, вип. 17. — С. 167—177.
- Brown, Barnum. A crested dinosaur from the Edmonton Cretaceous. // Bulletin of the American Museum of Natural History. — 1912. — Т. 31, вип. 14. — С. 131—136.
- Brown, Barnum. A new trachodont dinosaur, Hypacrosaurus, from the Edmonton Cretaceous of Alberta. // Bulletin of the American Museum of Natural History. — 1913. — Т. 32, вип. 20. — С. 395—406.
- Brown, Barnum. A new plesiosaur, Leurospondylus, from the Edmonton Cretaceous of Alberta. // Bulletin of the American Museum of Natural History. — 1913. — Т. 32, вип. 40. — С. 605—615.
- Brown, Barnum. A complete skull of Monoclonius, from the Belly River Cretaceous of Alberta. // Bulletin of the American Museum of Natural History. — 1914. — Т. 33, вип. 34. — С. 549—558.
- Brown, Barnum. Leptoceratops, a new genus of Ceratopsia from the Edmonton Cretaceous of Alberta. // Bulletin of the American Museum of Natural History. — 1914. — Т. 33, вип. 36. — С. 567—580.
- Brown, Barnum. Anchiceratops, a new genus of horned dinosaurs from Edmonton Cretaceous of Alberta; with Discussion of the origin of the ceratopsian crest and the brain casts of Anchiceratops and Trachodon. // Bulletin of the American Museum of Natural History. — 1914. — Т. 33, вип. 33. — С. 539—548.
- Brown, Barnum. A new crested trachodont dinosaur Prosaurolophus maximus. // Bulletin of the American Museum of Natural History. — 1916. — Т. 35, вип. 37. — С. 701—706.
- Brown, Barnum. A complete skeleton of the horned dinosaur Monodonius, and description of a second skeleton showing skin impressions. // Bulletin of the American Museum of Natural History. — 1917. — Т. 37, вип. 10. — С. 281—296.
- Matthew, William Diller; Brown, Barnum. The family Deinodontidae, with notice of a new genus from the Cretaceous of Alberta. // Bulletin of the American Museum of Natural History. — 1922. — Т. 46, вип. 6. — С. 367—385.
- Brown, Barnum.; Kaisen, Peter C. A new longhorned Belly River ceratopsian. // American Museum novitates. — 1933. — Вип. 669. — С. 1—3.
- Brown, Barnum.; Kaisen, Peter C. A gigantic ceratopsian dinosaur, Triceratops maximus, new species. // American Museum novitates. — 1933. — Вип. 649. — С. 1—9.
- Brown, Barnum.; Bird, Roland T. A new genus of Stegocephalia from the Triassic of Arizona. // American Museum novitates. — 1933. — Вип. 640. — С. 1—4.
- Brown, Barnum; Schlaikjer, Erich Maren. The skeleton of Styracosaurus with the description of a new species. // American Museum novitates. — 1937. — Т. 955. — С. 1—12.
- Brown, Barnum; Schlaikjer, Erich Maren. The skeleton of Leptoceratops with the description of a new species. // American Museum novitates. — 1942. — Вип. 1169. — С. 1—15.
- Brown, Barnum; Schlaikjer, Erich Maren. A study of the troödont dinosaurs with the description of a new genus and four new species. // Bulletin of the American Museum of Natural History. — 1943. — Т. 82, вип. 5. — С. 115—150.